# .gu
.gu je internetová národní doména nejvyššího řádu pro Guam.
Registrace jsou zdarma, ale jsou omezené na lidi nebo společnosti s kontaktem v Guamu, a jsou omezené na registrace na třetí úrovni pod kategoriemi jako například .com.gu. Adresy .gu se příliš nepoužívají.